# Paleoclinolabus dormitus
Paleoclinolabus dormitus is een keversoort uit de familie bladrolkevers (Attelabidae). De wetenschappelijke naam van de soort werd in 1893 gepubliceerd door Samuel Hubbard Scudder.